# Argumentationsetik
 Der er for få eller ingen kildehenvisninger i denne artikel, hvilket er et problem. Du kan hjælpe ved at angive troværdige kilder til de påstande, som fremføres i artiklen.

Argumentationsetik er et apriori, værdi-frit praxeologisk argument for deontologisk libertariansk etik, udviklet af filosof og økonom af den østrigske skole Hans-Hermann Hoppe. Argumentet bygger på diskursetik – udviklet af Jürgen Habermas og Karl-Otto Apel – misesiansk praxeologi og økonomen Murray Rothbards politiske filosofi. Argumentationsetik hævder at non-aggressionsprincippet er en forudsætning for argumentation og derfor ikke rationelt kan benægtes.